# Zespół krajobrazowy Tràng An
Zespół krajobrazowy Tràng An (wiet. Quần thể danh thắng Tràng An) – krajobraz znajdujący się na południowym brzegu delty Rzeki Czerwonej w prowincji Ninh Bình, w północnym Wietnamie, stanowiący od 2014 roku dobro mieszane, przyrodniczo-kulturowe, wpisane na listę światowego dziedzictwa UNESCO.

## Charakterystyka
Zespół krajobrazowy Tràng An znajduje się na południowym brzegu delty Rzeki Czerwonej i obejmuje malownicze, porośnięte tropikalnymi lasami deszczowymi i zbudowane ze skał wapiennych wzgórza krasowe (mogoty) o wysokości dochodzącej do 200 m, poprzecinane licznymi dolinami, często zalanymi wodą, po których można pływać łódkami. Na krajobraz krasu wieżowego w tym miejscu składają się również leje krasowe, polja czy jaskinie z naciekami krasowymi, w których podczas badań archeologicznych odnaleziono ślady obecności człowieka na tym terenie sprzed ponad 30 000 lat.
Zespół Tràng An stanowi wyjątkowe świadectwo procesów geomorfologicznych kształtujących ten obszar zwłaszcza w okresie późnego plejstocenu i wczesnego holocenu, kiedy to częste transgresje i regresje morza spowodowały utworzenie w obrębie istniejącego masywu wapiennego powyższych form ukształtowania terenu. O wahaniach poziomu morza świadczą występujące na różnych wysokościach szeregi nacięć erozyjnych w zboczach mogotów czy warstwy muszli morskich.
Obszar składa się z trzech części – miejscowości Hoa Lư, która na przełomie X i XI wieku była stolicą Wietnamu, krajobrazu Tràng An-Tam Cốc-Bích Động oraz lasu Hoa Lư – o łącznej powierzchni 6226 ha. Strefa buforowa wokół obiektu obejmuje natomiast tereny wiejskie z polami ryżowymi i ogrodami, a jej powierzchnia wynosi 6026 ha.

## Galeria

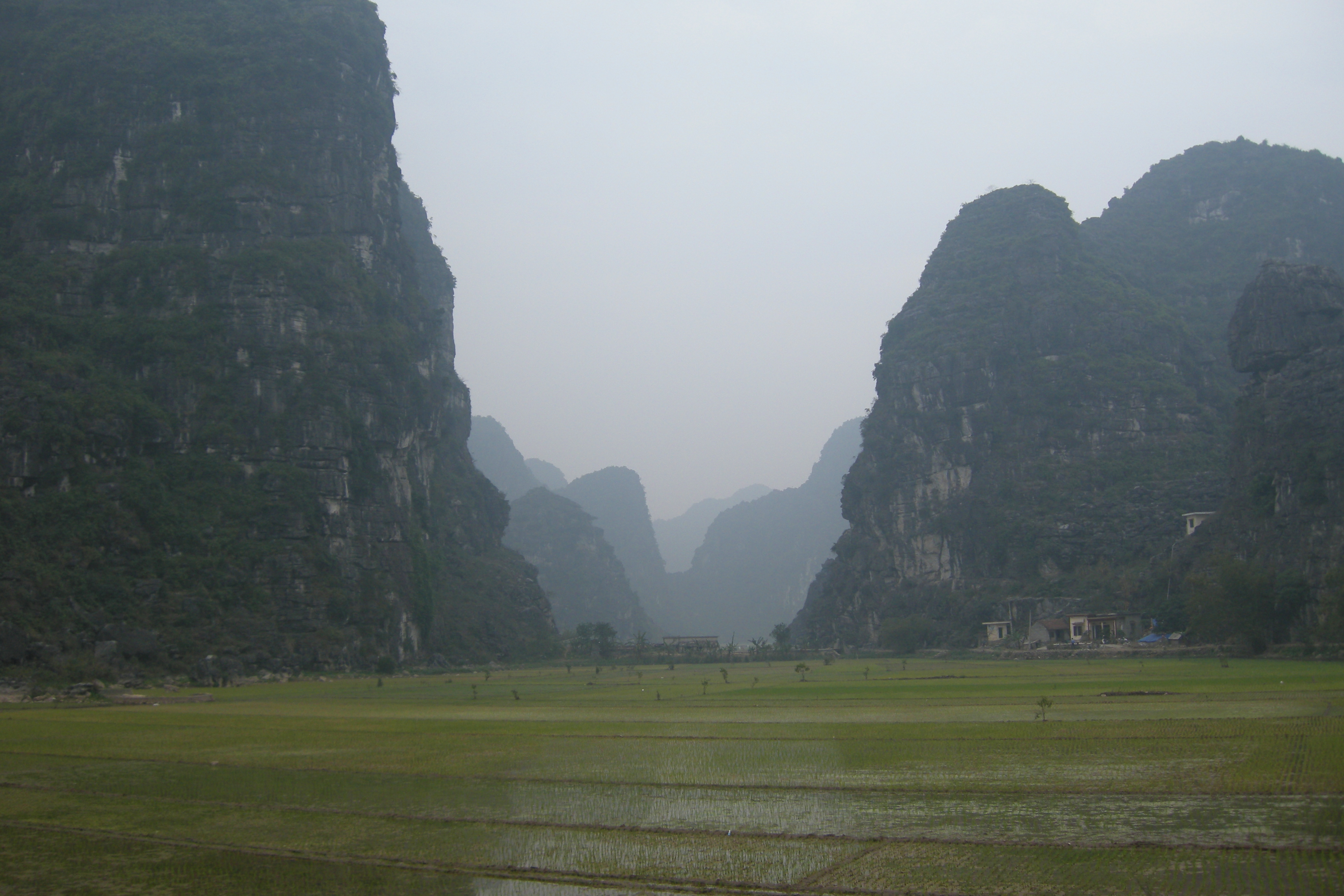
Wapienne wzniesienia w rejonie Tràng An (2008)
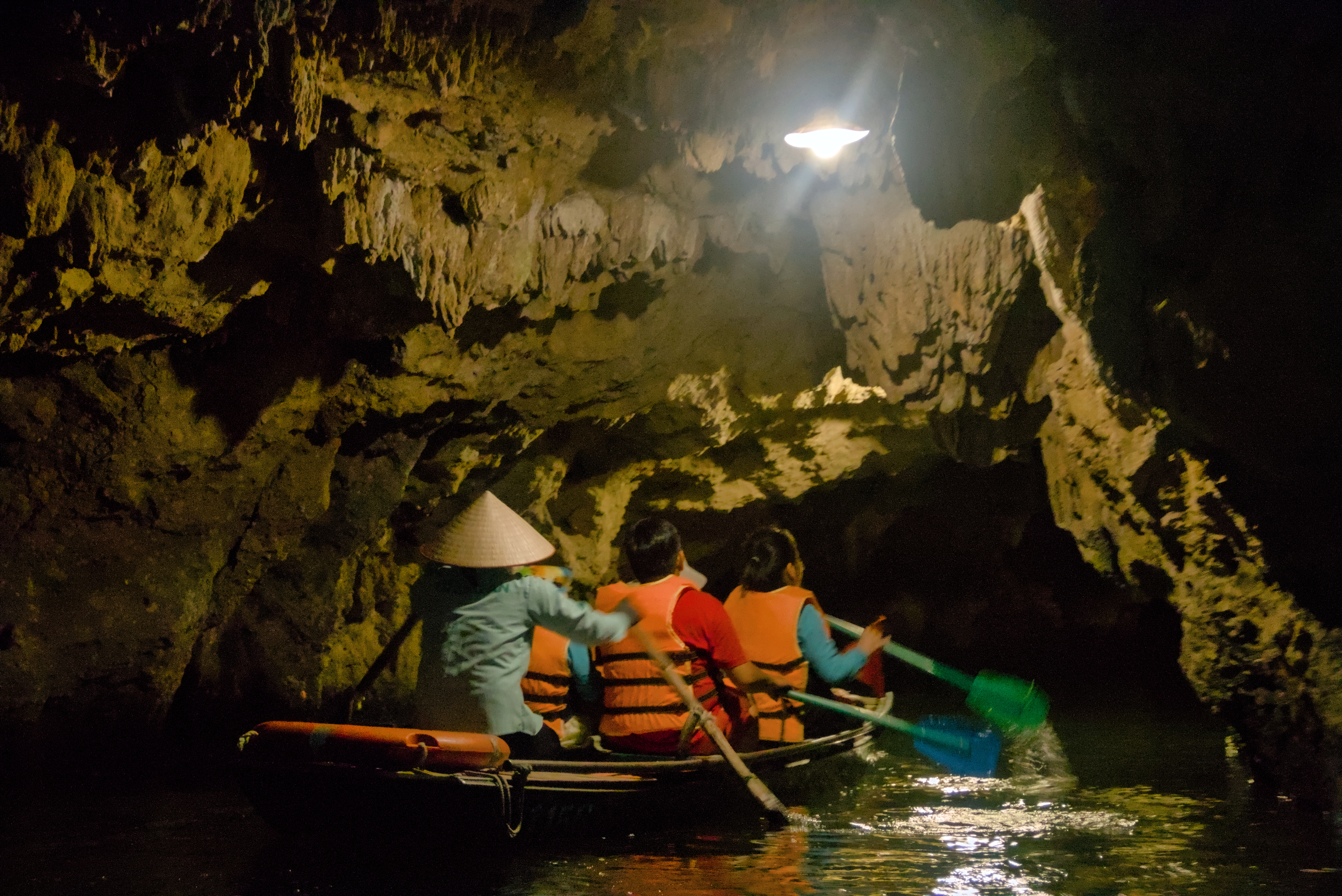
Łódka z turystami przepływający przez jedną z jaskiń (2023)
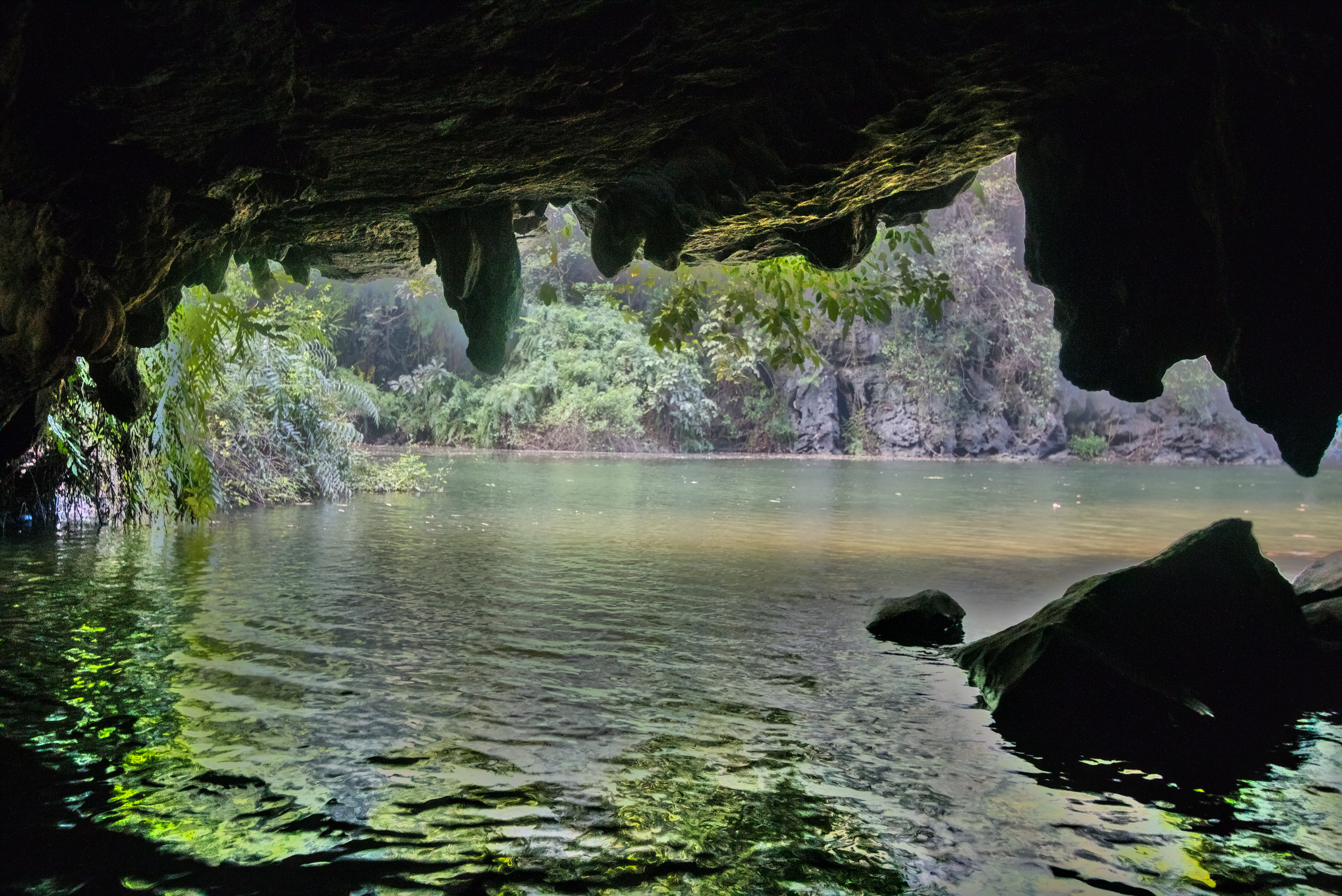
Wyjście z jaskini (2023)
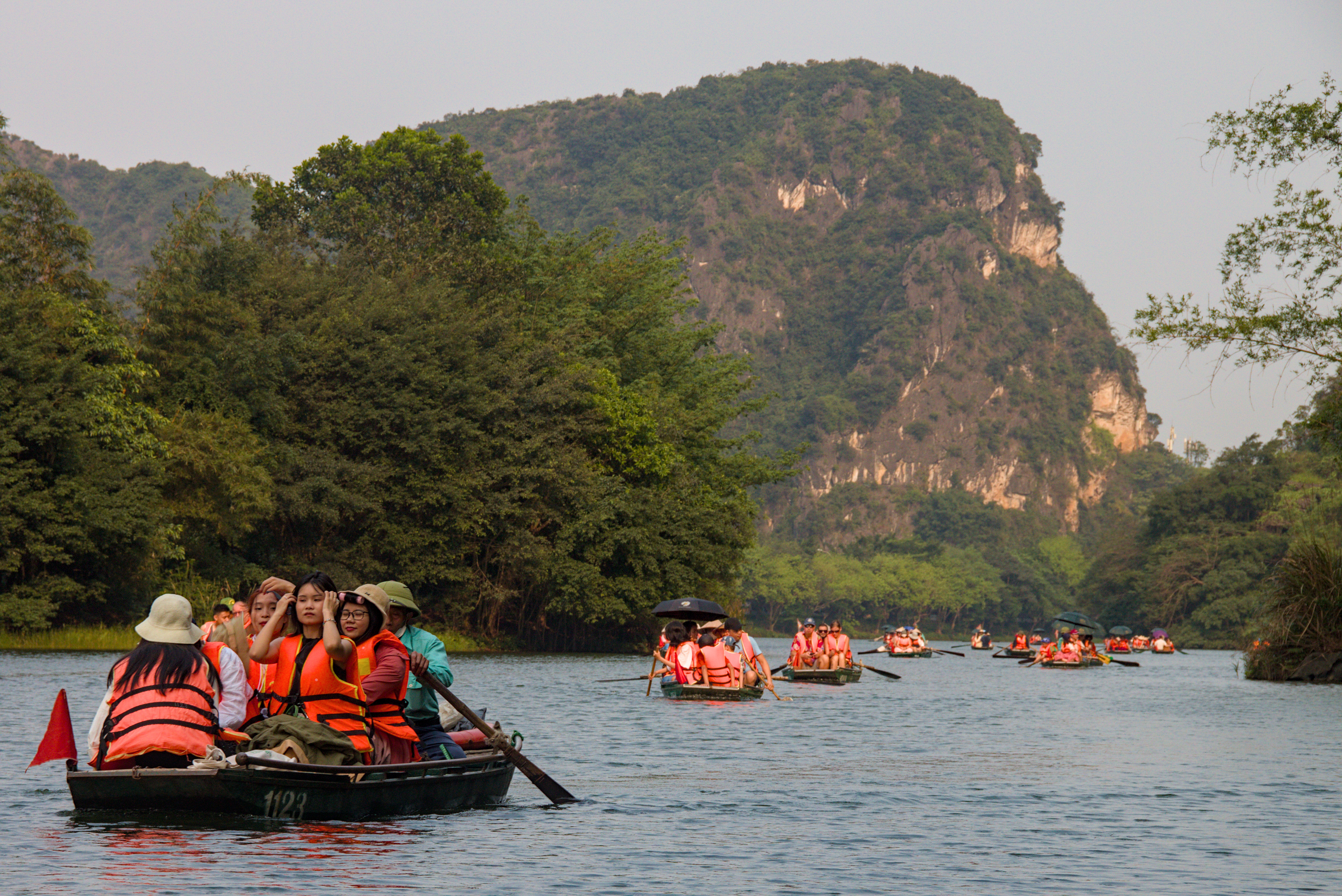
Rejsy turystyczne po Rzece Czerwonej w zespole Tràng An (2023)
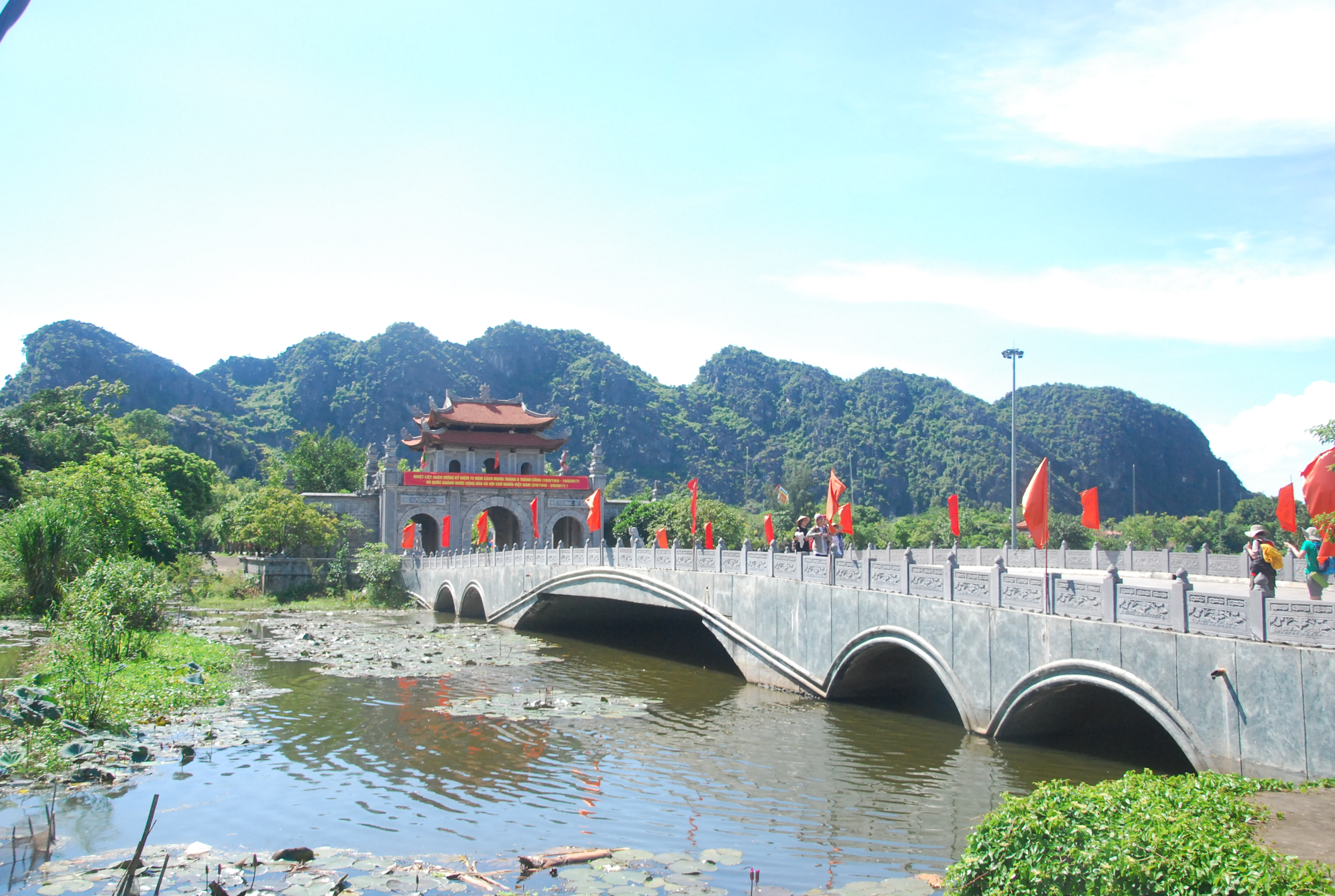
Most prowadzący do dawnej stolicy Hoa Lư (2017)
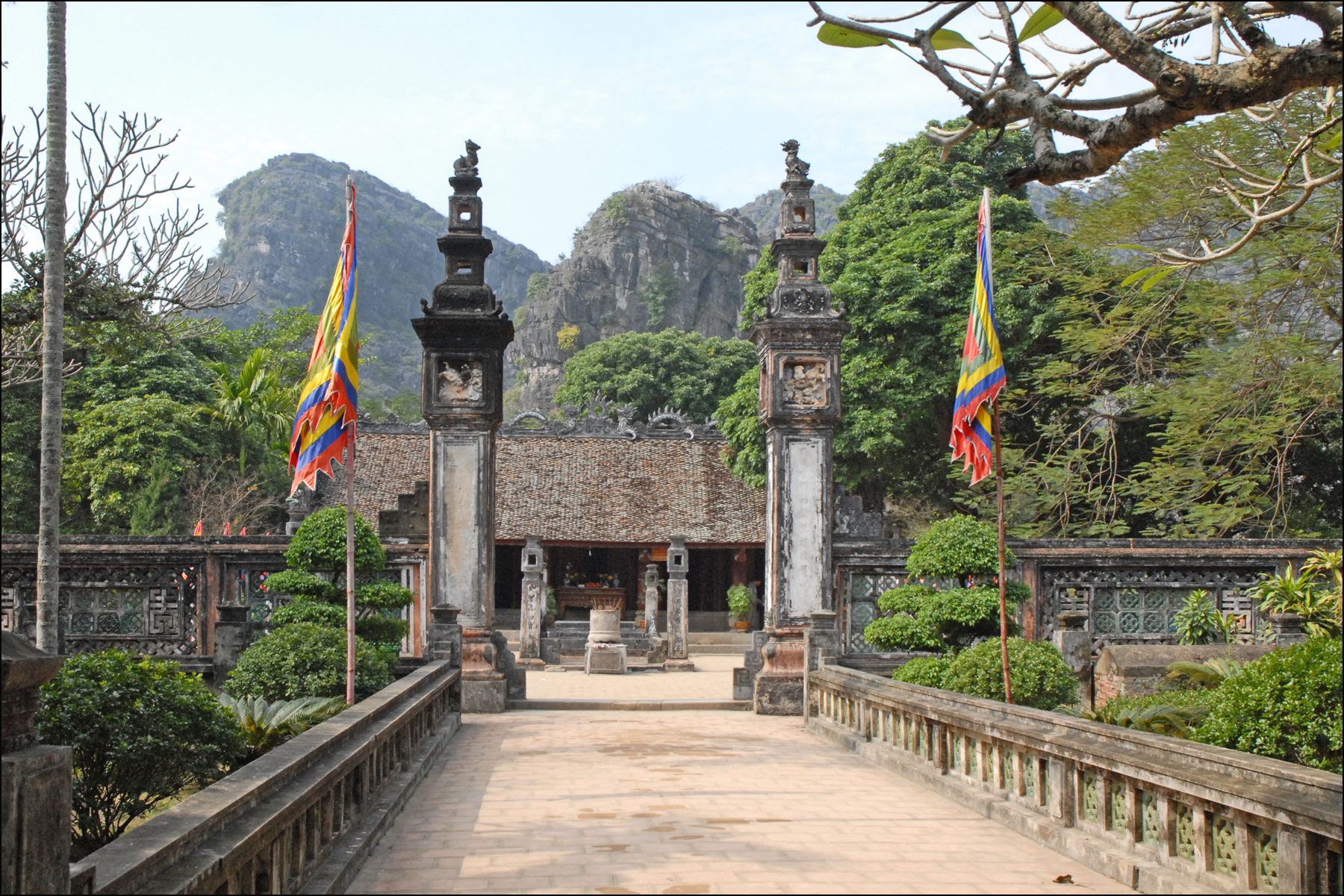
Hoa Lư – świątynia króla Đinh Tiên Hoànga (2010)
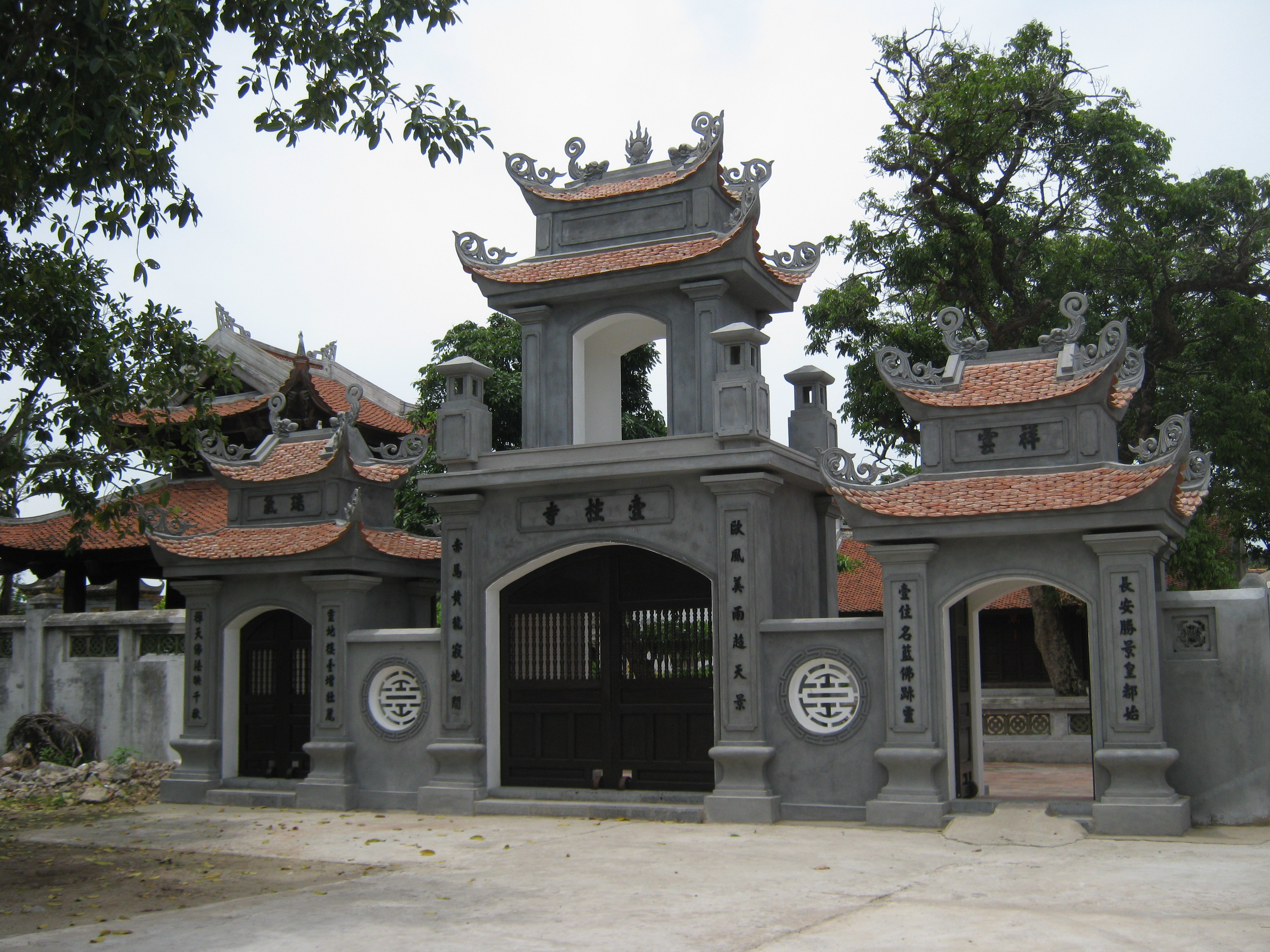
Hoa Lư – pagoda Nhất Trụ (2010)
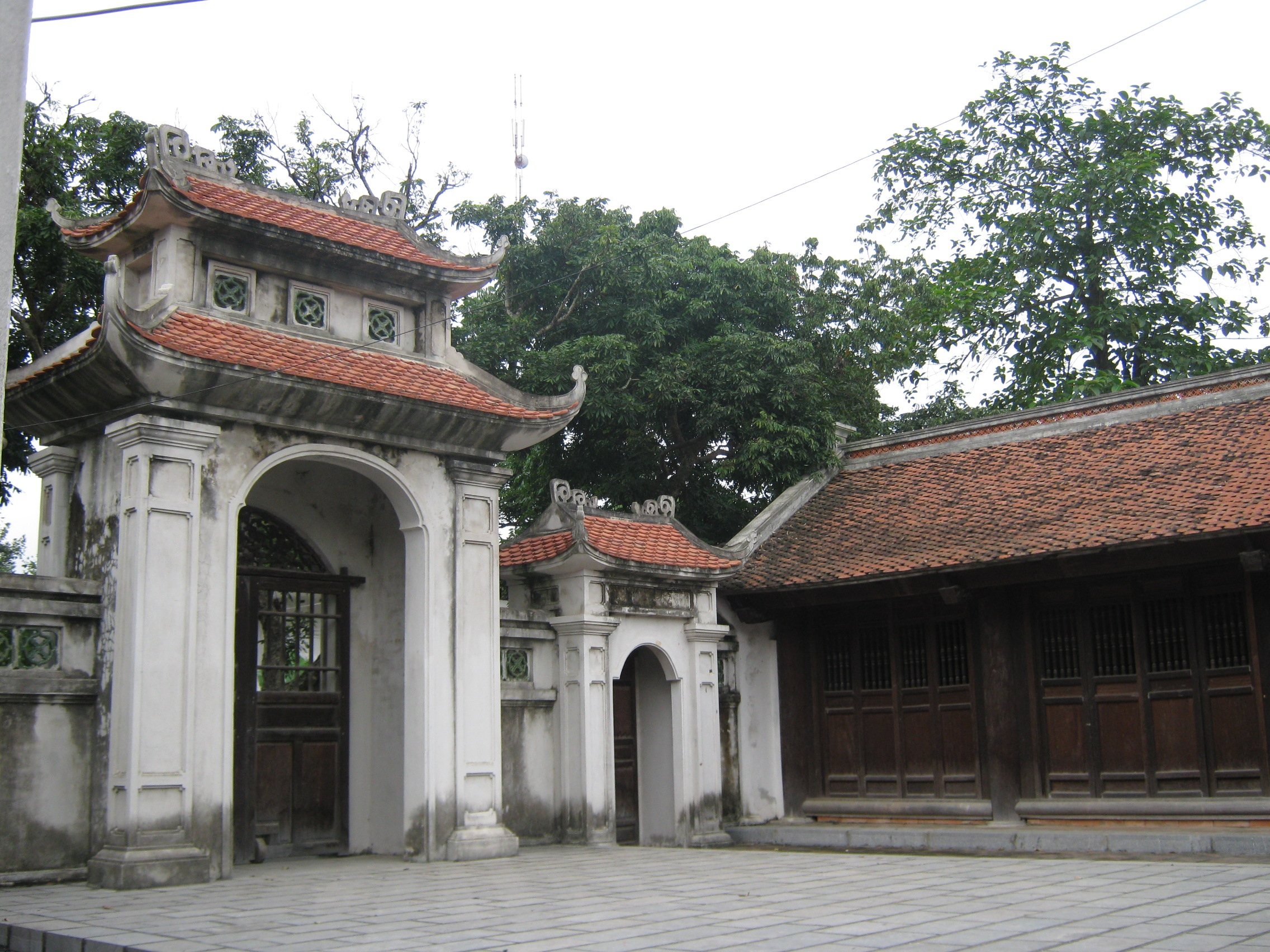
Hoa Lư – pałac Vườn Thiên (2010)